# Košarkaška liga Srbije MVP playoffs
Il Košarkaška liga Srbije MVP finali è il premio conferito dalla Košarkaška liga Srbije al miglior giocatore dei playofss per il titolo.

## Vincitori
| Stagione  | Nazionalità   | Giocatore            | Squadra       |
| --------- | ------------- | -------------------- | ------------- |
| 2006-2007 | Serbia        | Milan Gurović        | Stella Rossa  |
| 2007-2008 | Montenegro    | Nikola Peković       | Partizan      |
| 2008-2009 | Serbia        | Novica Veličković    | Partizan      |
| 2009-2010 | Stati Uniti   | Bo McCalebb          | Partizan      |
| 2010-2011 | Stati Uniti   | Curtis Jerrells      | Partizan      |
| 2011-2012 | Stati Uniti   | Omar Thomas          | Stella Rossa  |
| 2012-2013 | Serbia        | Dragan Milosavljević | Partizan      |
| 2013-2014 | Serbia        | Bogdan Bogdanović    | Partizan      |
| 2014-2015 | Serbia        | Milan Mačvan         | Partizan      |
| 2015-2016 | Germania      | Maik Zirbes          | Stella Rossa  |
| 2016-2017 | Serbia        | Ognjen Dobrić        | Stella Rossa  |
| 2017-2018 | Slovenia      | Alen Omić            | Stella Rossa  |
| 2018-2019 | Stati Uniti   | Billy Baron          | Stella Rossa  |
| 2019-2020 | non assegnato | non assegnato        | non assegnato |
| 2020-2021 | Serbia        | Ognjen Dobrić (2)    | Stella Rossa  |
| 2021-2022 | Montenegro    | Nikola Ivanović      | Stella Rossa  |
| 2022-2023 | Serbia        | Luka Mitrović        | Stella Rossa  |
| 2023-2024 | Serbia        | Dejan Davidovac      | Stella Rossa  |
| 2024-2025 | Germania      | Duane Washington     | Partizan      |